# Australian Tropical Rainforest Plants
Australian Tropical Rainforest Plants (en español: Plantas de la selva húmeda tropical australiana) es una revista con ilustraciones y descripciones botánicas que se publica en Australia desde el año 1971.
La 6.ª edición de Australian Tropical Rainforest Plants incluye 2.553 especies en 175 familias, y ha tratado de incluir todas las especies de plantas con flores presentes en la selva tropical del norte de Australia en las siguientes formas de vida: árboles, arbustos, vides, especies herbáceas, gramíneas y juncos, epífitas, palmas y pandans. Algunas especies no estén ya incluidas, sobre todo debido a la falta de especímenes para los dispositivos de codificación. Varias nuevas características se han añadido en respuesta a las sugerencias de los usuarios y para facilitar la identificación de las formas de vida adicionales. 